# 伊達巌
伊達 巌（だて いわお、1947年 - ）は、東京都生まれの自称聖書研究家（サイエンスライター）。
　

## 概要
経歴未詳。
マイケル・ドロズニン「聖書の暗号」を読み、感銘を受け、イスラエルの暗号解読ソフトウェアを活用し、独自に研究を始める。世界中のインターネットをチェックし、世界中の研究者と情報交換を行っている。

## 著書
- 『聖書の暗号は知っていた[闇の絶対支配者]ロスチャイルド・イルミナティ・フリーメーソン』（船井幸雄序文・解説・推薦） 徳間書店 2010年
- 『[NASA公認]火星の巨大UFO証拠写真』 徳間書店 2005年
- 『NASAも隠しきれない異星文明の巨大証拠群[超映像ベスト集成]』（コンノケンイチ、ジェフ・チャレンダーとの共著） 徳間書店　2003年
- 『神の暗号 - 旧約聖書に埋め込まれた日本の未来とは』　アスキー・メディアワークス 1999年